# دش
دش (به انگلیسی: Dash) یک رمزارز متن باز و همتا به همتا و نیز یک سازمان غیرمتمرکز خودگردان است. این رمزارز در گذشته با نام دارک کوین و نیز اکس کوین شناخته می‌شد. دش امکان تراکنش آنی و غیرقابل ردگیری را فراهم می‌سازد. از مجموع دش‌های استخراج شده، ۴۵ درصد به استخراج‌کندگان و ۴۵ درصد به سرورهای موسوم به ابرگره (مسترنود) می‌رسد و ۱۰ درصد نیز به عنوان منبع مالی فعالیت سازمان خودگردان دش ذخیره می‌شود. 
این رمزارز در ژانویه ۲۰۱۴ برای اولین بار توسط ایوان دافیلد  (به انگلیسی: Evan Duffield) و با نام اکس‌کوین (به انگلیسی: Xcoin) عرضه شد. پس از مدتی نام این رمزارز به دارک‌کوین (به انگلیسی: Darkcoin) تغییر یافت و در نهایت در مارس ۲۰۱۵ نام دش بر آن گذاشته شد. عبارت دش در انگلیسی از ترکیب دو واژه انگلیسی به معنای «پول دیجیتال» به دست آمده است.